# Stazione di Calceranica
Stazione di Calceranica vasútállomás Olaszországban, Trentino-Alto Adige régióban, Calceranica al Lago településen.

## Vasútvonalak
Az állomást az alábbi vasútvonalak érintik:
- Trento–Velence-vasútvonal

## Kapcsolódó állomások
A vasútállomáshoz az alábbi állomások vannak a legközelebb: 
- Stazione di Caldonazzo
- Stazione di San Cristoforo al Lago-Ischia